# Sansevièria
Sansevièria (Sansevieria) conforma un gènere de plantes herbàcies, perennes i rizomatoses pertanyents a la família de les Ruscaceae. Tradicionalment aquest gènere ha estat inclòs en la família de les Liliaceae. El gènere conté unes setanta espècies que són originàries d'Àfrica i d'Àsia. Algunes d'elles s'usen en jardineria.

## Morfologia

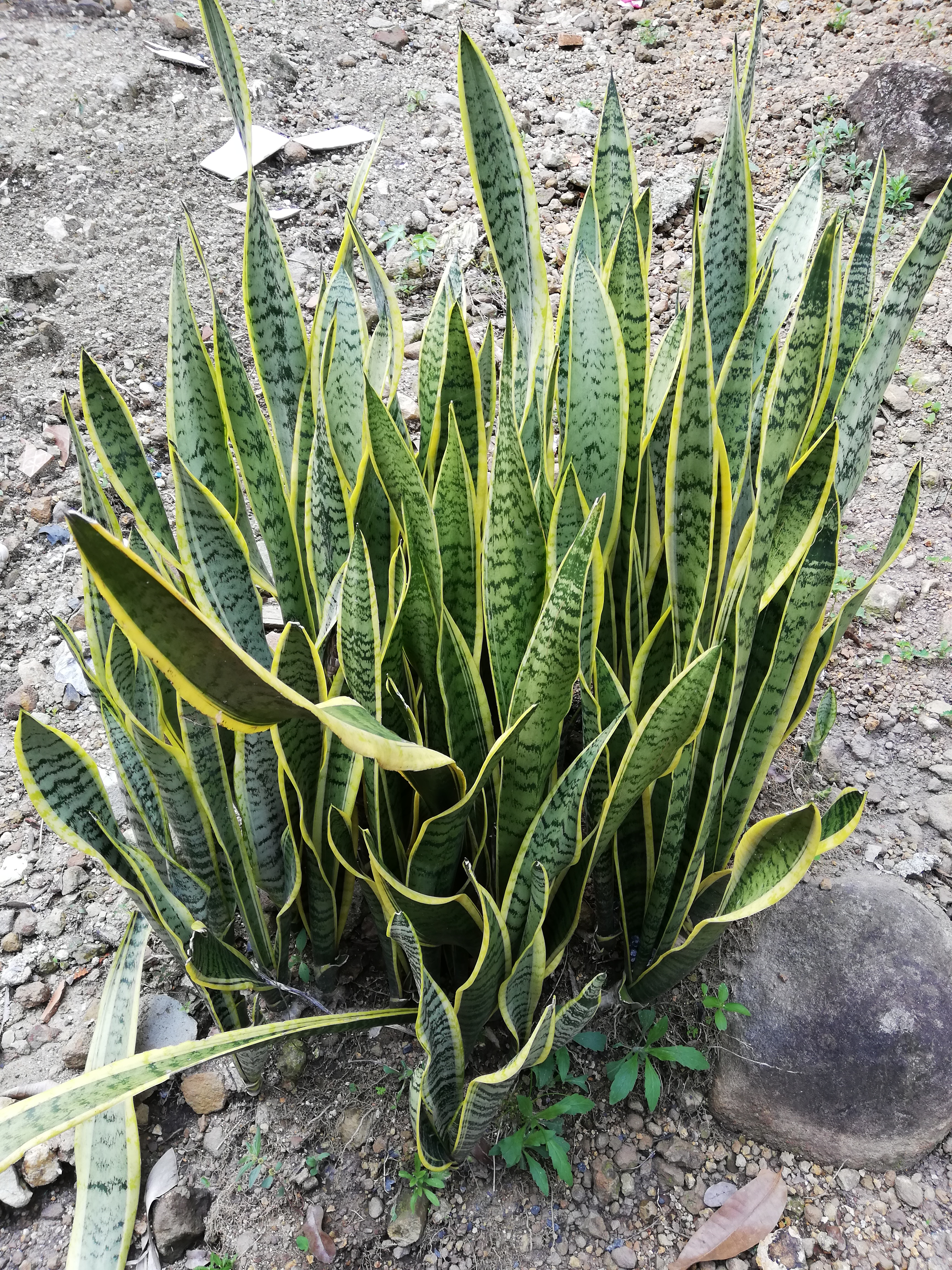
Sansevieria trifasciata

Són plantes acaules, rizomatoses, de fulles rosulades, carnoses planes, còncaves o cilíndriques. Les flors són actinomorfes i bisexuals, petites, disposades en raïms, panotxes, espigues o fascicles, amb els peduncles articulats. El perigoni està compost per sis tèpals, units a la base, formant un tub cilíndric. L'androceu està format per sis estams, inserits en el tub del perigoni, amb els filaments filiformes i les anteres dorsifixes. L'ovari és trilocular, amb els lòculs uniovulats. L'estil és filiforme i l'estigma capitat. El fruit és una baia.

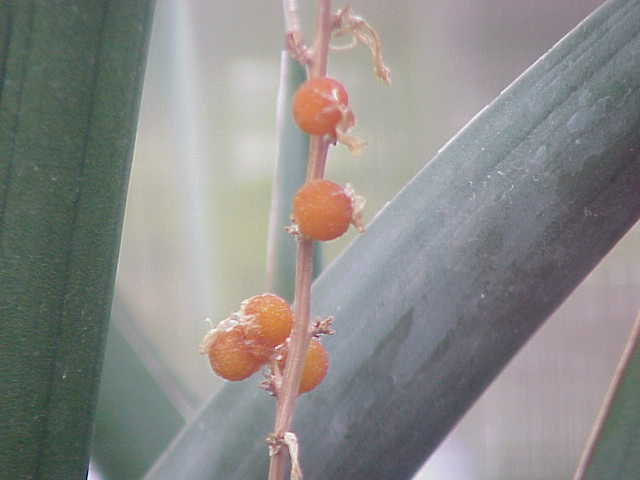
Baies de Sansevieria ehrenbergii

Els nombres cromosòmics citats per a diferents espècies del gènere són 2n= 40, 60, 80 i 120.

## Etimologia
El nom del gènere hauria de ser Sanseverinia, ja que el seu descobridor, el napolità Vincenzo Petagna, pretenia donar en commemoració a Pietro Antonio Sanseverino, duc de Chiaromonte i fundador d'un jardí de plantes exòtiques al sud d'Itàlia. No obstant això, el botànic suec Carl Peter Thunberg que va ser qui el va descriure, el va anomenar Sansevieria, en honor del militar, inventor i erudit napolità Raimondo di Sangro (1710-1771), setè príncep de Sansevero.

## Usos
Diverses espècies i varietats es conreen com a planta d'interior o exterior, si el clima és prou benigne. Altres forneixen fibres tèxtils.

L'espècie més coneguda i cultivada com a planta d'interior, molt adaptable a ambients en què altres moririen, ja que suporta l'atmosfera seca i calenta de les habitacions, llum pobra, falta de reg o de trasplantaments, és: Sansevieria trifasciata, amb tres varietats:
- Sansevieria trifasciata var. Laurentii
- Sansevieria trifasciata var. Hahnii
- Sansevieria trifasciata var. Variegata

Aquesta adaptabilitat la converteix en idònia per a aficionats amb poc temps o per decorar llocs públics.

## Taxonomia
- Sansevieria aethiopica Thunb.
- Sansevieria angustiflora Lindb.
- Sansevieria arborescens Cornu ex Gérôme & Labroy
- Sansevieria aubrytiana Carrière
- Sansevieria braunii Engl. & K.Krause
- Sansevieria canaliculata Carrière
- Sansevieria concinna N.E.Br.
- Sansevieria cylindrica Bojer ex Hook.
- Sansevieria dawei Stapf
- Sansevieria deserti N.E.Br.
- Sansevieria dooneri  N.E.Br.
- Sansevieria ehrenbergii  Schweinf. ex Baker
- Sansevieria eilensis Chahin.
- Sansevieria fasciata  Cornu ex Gérôme & Labroy
- Sansevieria gracilis N.E.Br.
- Sansevieria grandicuspis Haw.
- Sansevieria grandis Hook.f.
  - Sansevieria grandis var. zuluensis N.E.Br.
- Sansevieria hyacinthoides (L.) Druce
- Sansevieria intermedia N.E.Br.
- Sansevieria kirkii Baker
- Sansevieria liberica Gérôme & Labroy
- Sansevieria longiflora Sims
- Sansevieria metallica Gérôme & Labroy
- Sansevieria parva N.E.Br.
- Sansevieria phillipsiae N.E.Br.
- Sansevieria pinguicula P.R.O.Bally
- Sansevieria raffillii N.E.Br.
- Sansevieria roxburghiana Schult. & Schult.f.
- Sansevieria senegambica Baker
- Sansevieria singularis N.E.Br.
- Sansevieria stuckyi God.-Leb. ex Gérôme & Labroy
- Sansevieria subspicata Baker
- Sansevieria suffruticosa N.E.Br.
- Sansevieria trifasciata Prain
  - Sansevieria trifasciata var. laurentii (De Wild.) N.E.Br.
- Sansevieria zeylanica (L.) Willd.